# Brakteat
En brakteat (af latin bractea, tynd plade) er en lille, rund, tynd guldplade, der er forsynet med en øsken, så den kan bæres i en snor eller kæde. Der er blevet fundet over 970 brakteater fra tiden omkring 450-550 e.Kr. (midten af folkevandringstiden), hvoraf 2/3 stammer fra Norden. De er dekoreret på den ene side ved prægning. Et særligt hyppigt motiv er et mandshoved over et hestelignende dyr.
Studiet af brakteaterne blev grundlagt af den danske arkæolog C.J. Thomsen, der i en artikel fra 1855 mente, at de med forbillede i romerske kejsermedaljoner havde været brugt som amuletter. Selve betegnelsen brakteat opstod i 1694.
Brakteater bruges også som betegnelse for mønter fra middelalderen, der kun var præget på den ene side. De var som oftest fremstillet af sølv. I Danmark kendes de fra 1150'erne og 1160'erne samt fra tiden under Erik af Pommern, Frederik 1., Christian 3. og Christian 4..

## Oprindelse og udvikling
De ældste brakteater er fri efterligning af byzantinske eller romerske guldmedaljoner og -mønter fra 300—400 e.Kr. Oftest efterlignedes det romerske forbilledes forside, sjældnere bagsiden. Møntbilledets latinske omskrift blev undertiden gengivet, i reglen dog ufuldstændigt og uden forståelse. Det gælder således en efterligning af en af kejser Constans' (337—350) medaljoner, hvis hele omskrift var: D. N. FL. CONSTANS P. F. AVG., men kun den sidste halvdel er nogenlunde korrekt.
Skikken at forfærdige og bære brakteater synes opkommet ved, at man oprindeligt forsynede selve de byzantinske medaljer og mønter med øsken og anvendte dem som hængesmykker. Men mens de ældste brakteater er kendelige som efterligninger, ændredes dette efterhånden, idet skikken at bruge brakteater har varet længe (i hvert fald i 5. og 6. århundrede). Under de nordiske guldsmedes hænder omformedes de oprindelige billeder, og fremstillingerne gennemløb egne udviklingsrækker. De behandledes ofte dekorativt efter datidens særlige kunstneriske maner og lune, navnlig under dekorative hensyn således, at særskilt dyrebillederne blev yndede og behandledes til båndformede fladeornamenter. Der tilsattes tegn, som ikke fandtes på forbillederne, som triskele og hagekors (svastika), hvilke må anses for symboler af religiøs art, lige som også billedet af en fugl eller et firefodet dyr. Bogstaverne fra omskriften omdannedes til runelignende tegn og virkelige runer. På en brakteat fra Vadstena ses hele den ældre række af runetegn. Andre runeindskrifter har man forsøgt at tyde, så de indeholder en virkelig mening (mest et navn), uden at det dog hidtil er lykkedes at påvise sammenhæng mellem indskrift og billede.

## Motiver
Brakteaterne inddeles i typer efter deres billedmotiv. Med udgangspunkt i figuren i midten inddeles brakteaterne i fire grupper:
- A-typen har et hoved i profil
- B-typen har en, eller højst tre figurer
- C-typen har et firbenet dyr med mandshoved over
- D-typens midtfigur er et stiliseret dyr.

Enkelte brakteatbilleder er med nogen rimelighed tydet i retning af den nordiske mytologis gudeskikkelser fx Odin og Thor eller fortællinger som Balders død og Fenrisulven bindes.

## Størrelse
Størrelsen er skiftende, mest 3—4 cm i tværsnit, sjældnere større, op til 12 cm. Ved de store brakteater er dog selve midtbilledet i reglen kun af sædvanlig størrelse, mens den øvrige del af fladen optages af dekorative kredsbælter, mest fine, indstemplede linjeornamenter.

## Fremstillingsmåde
Brakteater er pressede eller prægede af en for det meste ikke ganske tynd guldplade, oftest så billedet fremtræder i lavt relief på forsiden, hult på bagsiden; sjælden er de dobbeltsidige. Om hovedbilledet anbringes ofte ornamenter, og om hele pladen påloddes en enkelt eller dobbelt perlering.
I kanten befæstes en glat eller (oftest) profileret øsken, så de kunne bæres som hængesmykker i snor om halsen, stundom fæstnet ved en tresidet plade, der griber ned på brakteatbilledet. Foruden deres smykkeværdi og prestigen ved guldet har de sandsynligvis haft funktion som amuletter.
Ved fremstillingen af brakteater har været anvendt bronzematricer. Først er motivet blevet indridset i en cirkulær lerform. Dernæst er lerformen efter tørring presset ind i en lerklump. I lerklumpens fordybning (med motivet) er hældt bronze. En guldplade er lagt over bronzematricen og motivet stemplet ind. Så er randdekoration og øsken tilføjet.

## Udbredelse
Der kendes efterhånden mange hundrede brakteater. De er fundet og har hjemme i Norden, ganske overvejende i de gamle danske lande (Danmark, Skåne og Halland), mange i Sverige, færre i Norge. Nogle få kendes fra Hannover, Belgien, Nord- og Mellemtyskland samt i England (afvigende).
Det formodes, at brakteaternes guld kom fra guldmønter betalt som fredspenge af det romerske imperium til de nordlige germanske naboer.

## Fundomstændigheder
Brakteater er fundet både enkeltvis og samlet, nogle gange sammen med glasperler, guldspiraler og lignende, med hvilke de har udgjort et samlet halssmykke.